# 二型马唐
二型马唐（学名：Digitaria heterantha），又名粗穗马唐，为禾本科马唐属下的一个种。它是一種一年生草本植物，莖稈直立部分長度在50-100釐米之間，下面有一部分匍匐在地面。二型马唐分佈于中國南部東南亞地區，喜好生活在海濱沙地上。它因具有二型小穗而得名，

## 扩展阅读
維基物種上的相關：二型马唐